# Vlag van Norfolk (Engeland)

Vlag van Norfolk

Vlag van Norfolk (variant)

De vlag van het Engelse graafschap Norfolk bestaat uit een verticale tweekleur van goud en zwart, met een witte schuinbalk met negen zwarte hermelijnen vlekken, afwisselend paarsgewijs en enkelvoudig. De vlag werd op 11 september 2014 officieel geregistreerd als traditionele vlag van het graafschap na een campagne van Dominic Victor Maverick Smith, een inwoner van Norfolk.
Het ontwerp van de vlag is gelijk aan het wapenschild dat wordt toegeschreven aan de eerste graaf van Norfolk, Ralph de Gael. Dit 12e-eeuwse ontwerp wordt sindsdien geassocieerd met het graafschap. Het komt voor op kaarten en boeken en vormt de basis van het wapen van het graafschapsbestuur dat in 1904 werd toegekend. Er wordt gedacht dat de hermelijnen bocht (de diagonale streep van linksboven naar rechtsonder) in het ontwerp een verwijzing kan zijn naar Bretagne, waar Ralph heer van Gaël was; de hertogen van Bretagne droegen een schild van effen hermelijn en daarom komt hermelijn voor in veel Bretonse heraldiek, waaronder de regionale vlag. Dit hermelijnen patroon heeft verschillende ontwerpen gehad, maar voor de registratie werd een precieze vorm gekozen in overleg met het Flag Institute en een vlag met dit ontwerp werd besteld door de Association of British Counties. Dit patroon werd naar behoren geregistreerd.